# پپه‌ها در ساحل
پپه‌ها در ساحل (انگلیسی: Dobs at the Shore) یک فیلم کمدی صامت کوتاه به کارگردانی آرتور هاتلینگ است که در سال ۱۹۱۴ منتشر شد. از بازیگران این فیلم می‌توان به اولیور هاردی، فرانک گریفین و ریموند مک‌کی اشاره کرد.